# 颱風梅花 (2011年)
| 太平洋颱風季             |
| 主題頁 - 專題 - 編輯指南 |

颱風梅花（英語：Typhoon Muifa，聯合颱風警報中心：WP112011，國際編號：1109，菲律賓大氣地球物理和天文管理局：Kabayan）為2011年太平洋颱風季第9個被命名的風暴。「梅花」一名乃由澳門提供，梅花耐寒，代表中國人一種堅毅的精神。梅花的特點是爆發性增強，其中心風力由強烈熱帶風暴水平，短短1日內暴升至相當於超強颱風（中國國家氣象中心、香港天文台）、超級颱風（聯合颱風警報中心）或5級颱風（薩菲爾-辛普森颶風等級）的程度。由于梅花曾一度爆发增强，CMA曾上望70m/s。

## 發展過程
7月24日，一個熱帶擾動在西北太平洋海域形成，聯合颱風警報中心對其給予Low及Medium評價。至7月25日，升至High評價，同時發出熱帶氣旋形成警報。
7月26日，聯合颱風警報中心升格為熱帶低氣壓，同時給予編號11W，中央氣象局亦有跟隨升格；同日早上，日本氣象廳發出烈風警報。
7月27日，香港天文台將此風暴評級為熱帶低氣壓。
7月28日早上，聯合颱風警報中心升格為熱帶風暴；同日14時，日本氣象廳亦升格，並名之為梅花；20時，香港天文台亦升格之。
7月29日7時40分梅花集結於菲律賓以東海域，約北緯12.6度，東經132.5度附近。移動緩慢，西向。日本氣象廳測出梅花中心最低氣壓為990百帕。
7月30日4時正，梅花集結於菲律賓以東海域，卡坦端內斯省首府比拉克東北偏東930公里，約北緯16度，東經133.4度附近。移動時速為15公里，北向。日本氣象廳測出梅花中心最低氣壓增強為980百帕。隨後，梅花大幅度增強，14時，中央氣象局升格為中度颱風，中心氣壓增強為970百帕，55分日本氣象廳跟進；稍後，聯合颱風警報中心於第20號警報中將平均風速直接由60kts提高到85kts，跨越了兩個分級。20時，聯合颱風警報中心又將平均風速提高到115kts，再跨越兩個分級，中央氣象局測出梅花中心最低氣壓增強為940百帕。
在7月30日8時到20時12個小時間，梅花平均風速由110km/h增強到215km/h，從熱帶風暴跨越到四級颱風，增長速度幾乎超過1983年的颱風佛瑞特。這也造成了很大的預報誤差，在8時聯合颱風警報中心的第19號警報預測梅花在8月1日8時增強到95kts，中央氣象局在7月30日8時則預測7月31日8時中心氣壓會達到970百帕，以及韓國氣象廳在7月29日到7月30日上午所做的多次預測都預測8月1日顛峰強度950百帕，但實際上卻強了極多。
7月31日8時，聯合颱風警報中心測出梅花平均風速增強為140kts，中心最低氣壓為930hPa(NESDIS的數據為904hPa)，成為颱風桑達之後2011年太平洋颱風季第二個五級颱風，平了颱風佛瑞特的最大平均風力增強速度紀錄，但氣壓增強的幅度仍然差了很多。14時，梅花稍為減弱，回到4級颱風的分級，聯合颱風警報中心測出平均風速為125kts。20時，梅花繼續減弱，聯合颱風警報中心測出平均風速減弱為110kts，中央氣象局測出中心氣壓上升至940百帕。
8月2日晚上，梅花完成眼墙置换，開始向西轉，強度也有增強，到了第二次顛峰的115kts。
8月3日，雖然颱風強度有所減弱，但結構卻更紮實、完整，首次出現明顯的颱風眼，更短暫的出現了雙重眼壁。
8月7日早上，梅花进入东中国海，强度明显减弱。
8月7日晚上，減弱為熱帶風暴。
8月9日中央氣象局將其降格為熱帶性低氣壓。後來梅花減弱為低壓區，再轉化為溫帶氣旋，8月15日才正式消散。

### 強度比較

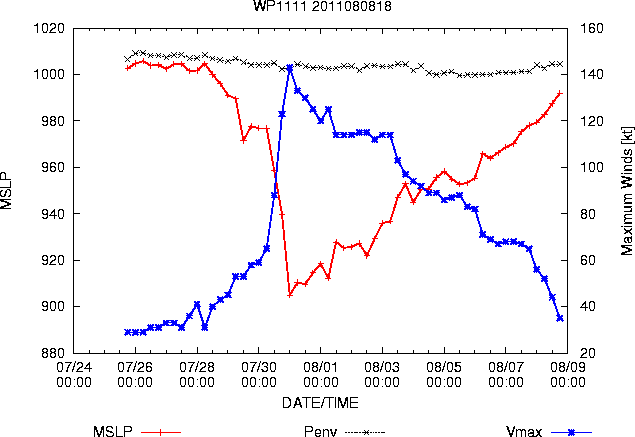
颱風梅花的強度折線圖（風速為1分鐘平均）

下表為颱風桑達、馬鞍、梅花及南瑪都四者之強度比較：
| 熱帶氣旋 | 接近中心最高持續風速 | 接近中心最高持續風速 | 接近中心最高持續風速 | 接近中心最高持續風速           | 接近中心最高持續風速 | 接近中心最高持續風速 | 德沃夏克分析法 | 德沃夏克分析法 |
| 熱帶氣旋 | 日本氣象廳           | 中華民國中央氣象局   | 香港天文台           | 菲律賓大氣地球物理和天文管理局 | 中國中央氣象台       | 聯合颱風警報中心     | T指數          | CI值           |
| -------- | -------------------- | -------------------- | -------------------- | ------------------------------ | -------------------- | -------------------- | -------------- | -------------- |
| 南瑪都   | 10分鐘平均：185km/h  | 10分鐘平均：190km/h  | 10分鐘平均：195km/h  | 10分鐘平均：195km/h            | 2分鐘平均：215km/h   | 1分鐘平均：260km/h   | T6.5           | T6.8           |
| 梅花     | 10分鐘平均：175km/h  | 10分鐘平均：175km/h  | 10分鐘平均：185km/h  | 10分鐘平均：175km/h            | 2分鐘平均：235km/h   | 1分鐘平均：260km/h   | T6.5           | T6.7           |
| 馬鞍     | 10分鐘平均：175km/h  | 10分鐘平均：185km/h  | 10分鐘平均：185km/h  | 10分鐘平均：195km/h            | 2分鐘平均：200km/h   | 1分鐘平均：215km/h   | T6.0           | T6.0           |
| 桑達     | 10分鐘平均：195km/h  | 10分鐘平均：200km/h  | 10分鐘平均：205km/h  | 10分鐘平均：195km/h            | 2分鐘平均：235km/h   | 1分鐘平均：260km/h   | T7.0           | T7.2           |

## 影響

### 臺灣
當地發出最高颱風警告：海上颱風警報
8月4日17時30分，中央氣象局發布海上颱風警報。

### 中国大陸
當地最高熱帶氣旋警告信號： 颱風黃色預警信號

#### 遼寧省
全省最高熱帶氣旋警告信號： 颱風橙色預警信號
 颱風橙色預警信號包括：大連市
大连市人民政府宣布全市放假一天。台风造成某厂防波堤受损，部分民宅被淹。东北内陆部分地区由于很少遭遇台风，部分行业甚至放假四到五天。

#### 河北省
全省最高热带气旋警告信号： 颱風黃色預警信號
 颱風黃色預警信號包括：秦皇岛市、沧州市

#### 山東省
全省最高熱帶氣旋警告信號： 颱風黃色預警信號
 颱風橙色預警信號包括：威海市
 颱風藍色預警信號包括：青島市

#### 江蘇省
全省最高熱帶氣旋警告信號： 颱風藍色預警信號
 颱風藍色預警信號包括：南通市、鹽城市、無錫市、鎮江市

#### 上海市
全市最高熱帶氣旋警告信號： 颱風藍色預警信號

#### 浙江省
全省最高熱帶氣旋警告信號：－
 颱風橙色預警信號包括：舟山市
 颱風黃色預警信號包括：寧波市
 颱風藍色預警信號包括：嘉興市

## 熱帶氣旋警告使用紀錄

### 臺灣
| 交通部中央氣象局 颱風警報 | 交通部中央氣象局 颱風警報 | 交通部中央氣象局 颱風警報 |
| ------------------------- | ------------------------- | ------------------------- |
| 上一熱帶氣旋              | 海上颱風警報              | 下一熱帶氣旋              |
| 強烈熱帶風暴米雷 (2011年) | 海上颱風警報              | 颱風南瑪都 (2011年)       |

## 外部連結
- 聯合颱風警報中心首頁 （页面存档备份，存于） （英文）
- 中央氣象局首頁 （页面存档备份，存于） （繁體中文）
- 日本氣象廳首頁 （页面存档备份，存于） （日語）
- 香港天文台首頁 （页面存档备份，存于） （繁體中文）
- 澳門地球物理暨氣象局首頁 （页面存档备份，存于） （繁體中文）